# Pío IV
Pío IV (en latín: Pius PP. IV), de nombre secular Giovanni Angelo Medici (Milán, 31 de marzo de 1499-Roma, 9 de diciembre de 1565) fue el papa 224.º de la Iglesia católica de 1559 a 1565.

## Biografía
Perteneciente a una rama secundaria de los Médici florentinos, conocido por eso como el Medichino, era hijo de Bernardino dei Medici di Nosiggia y de Cecilia Serbelloni. Tras acceder a la dignidad papal, después de ser elegido en el cónclave más largo del siglo XVI, se esforzó desde el principio en paliar los desastrosos efectos de la estrategia de enfrentamiento de su predecesor Paulo IV. Estrechó lazos de buena concordia con la regente francesa Catalina de Médici (Médici, en definitiva, como él) y, sobre todo, abjuró de la malquerencia de su predecesor hacia Felipe II, con quien mantuvo en lo sucesivo una cordial relación.

## Pontificado
Su primer acto oficial fue conceder una amnistía a aquellos que habían ultrajado la memoria de su predecesor, Paulo IV. El cardenal Morone y otros dignatarios, a quienes Paulo había encarcelado por sospecha de herejía, fueron liberados.
Realizó un proceso contra los parientes de Paulo IV; como resultado del cual, el cardenal Carlo Caraffa y su hermano a quien Paulo había dado el ducado de Paliano, fueron condenados y ejecutados. La sentencia fue declarada injusta después por Pío V y la memoria de las víctimas fue revindicada y sus propiedades restauradas. 

### Relaciones exteriores
En todo caso, el clima internacional era en estos momentos más propicio a la consumación del inconcluso Concilio de Trento. Seguía habiendo, a pesar de todo, un cierto talante objetor entre aquellos a quienes incumbía su prosecución y remate: Felipe II, viudo de la reina María Tudor de Inglaterra, no desechaba ciertas aspiraciones a mantener la condición de rey consorte uniéndose ahora en matrimonio a la protestante Isabel I; a Fernando I de Austria, como le sucediera antes a Carlos V, le convenía, más que un concilio condenatorio de las doctrinas luteranas seguidas por un elevado número de sus súbditos, unas asambleas coloquiales de entendimiento y pacto consensual; algo similar pretendía Catalina, en cuyo reino iba tomando crecido auge el movimiento protestante.

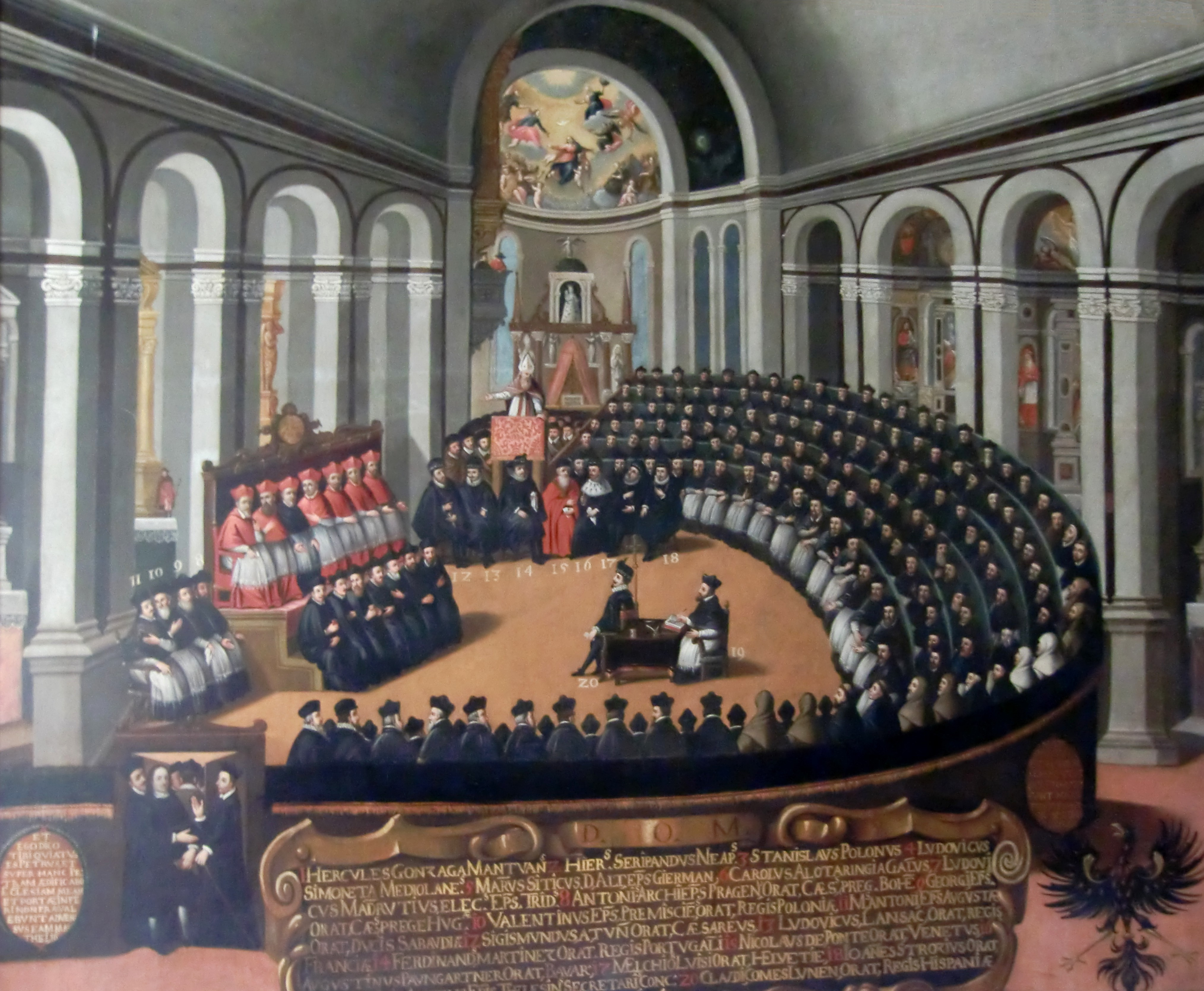
Una sesión del Concilio de Trento.

En Francia dejó de ser posible cualquier arreglo cuando, a raíz de la promulgación en enero de 1562 de un edicto contra los hugonotes, la intervención manu militari de Francisco de Guisa en Vassy intentando imponer su cumplimiento acabó en una matanza que provocó el estallido de la guerra civil. Por su parte, el fracaso de la inicial propuesta matrimonial de Felipe II le llevó a tomar por esposa en 1559 a Isabel de Valois, hija de Enrique II y Catalina de Médici, con lo que se acercó a Francia y se apartó de cualquier tentación de moderada tolerancia del anglicanismo.
Durante su pontificado se produce la ruptura de Escocia con la Iglesia católica en 1560 liderada por John Knox en la llamada Reforma Escocesa.

### El Concilio de Trento y la reforma católica
La situación era, pues, digna de ser aprovechada. Pío IV convocó a la cristiandad para que acudiera a Trento a la reanudación del concilio. En enero de 1562 entraba el sínodo en su última fase que se prolongaría hasta el 3 de diciembre de 1563. Por fin hubo acuerdo sobre importantes aspectos dogmáticos y se declaraba anatematizada la herejía protestante.
El Index librorum prohibitorum fue promulgado a petición del Concilio de Trento por el papa Pío IV el 24 de marzo de 1564.
Los pocos años que le quedaron después de la conclusión del concilio se consagró a las muchas necesidades de mejoras en Roma y en los estados papales. Entre todas las mejoras con las que se relaciona su nombre, una de las más útiles fue la fundación del taller pontificio de impresión para la edición de libros en todos los idiomas. Proporcionó los profesionales necesarios y puso la institución bajo la hábil superintendencia de Paulo Manucio.
Pío IV, cumpliendo los cánones del Concilio de Trento, encargó la redacción de un catecismo elaborado para exponer la doctrina y mejorar la comprensión teológica de los párrocos.

### Embellecimiento de Roma
Pío IV incurrió para la fortificación y embellecimiento de Roma: terminó la construcción de la Villa Pía empezada por su predecesor Paulo IV, construyó la Porta Pia y la Basílica de Santa María de los Ángeles y los Mártires.

## Fallecimiento
Pío IV murió el 9 de diciembre de 1565. Fue enterrado en la Basílica de Santa María de los Ángeles y los Mártires
Las profecías de san Malaquías se refieren a este papa como Aesculapii farmacum (El fármaco de Escolapio), cita que hace referencia a su familia, los Medici, que descendían de un médico y a que el dios romano de la medicina era Escolapio.